# Apeadero de Santa Rita
El Apeadero de Santa Rita es una plataforma ferroviaria desactivada de la Línea del Algarve, que servía a la zona de Santa Rita, en el ayuntamiento de Tavira, en Portugal.

## Historia
Este apeadero se encuentra en el tramo entre las Estaciones de Tavira y Vila Real de Santo António, que abrió el 14 de abril de 1906.